# Clemens Kleine
Die Clemens Kleine Unternehmensgruppe (kurz CK) war ein deutsches Dienstleistungskonzerns im Bereich des Gebäudemanagements. Es wurde 1906 gegründet.  Im Jahr 2020 ging es in die Stölting Service Group über und wurde in diese eingegliedert. 

## Geschichte
Clemens Kleine (I) gründete 1906 die Glas- und Gebäudereinigung Clemens Kleine in Düsseldorf. 1928 veröffentlichte er das Lehrbuch für die gewerbliche Glas- und Gebäudereinigung und wurde 1934 Reichsinnungsmeister des Gebäudehandwerk. Von 1947 bis 1974 übernahm sein Sohn Clemens Kleine (II) die Unternehmensführung, die im Anschluss wiederum von dessen Sohn Clemens Kleine (III) wahrgenommen wurde. Von 1991 bis 2012 expandierte das Unternehmen unter der Führung von Alexander Kleine in Ost- und Norddeutschland mit Schwerpunkten in Berlin, Chemnitz und Hamburg. Seit 2008 wird das Familienunternehmen von den Brüdern Alexander und Ulrich Kleine in der 4. Generation geführt. Damit ging die Gründung der Clemens Kleine Holding GmbH als neuer Muttergesellschaft des Konzerns einher. Am 9. Dezember 2019 wurde die Insolvenz in Eigenverwaltung beantragt. Mitte 2020 wurde bekannt, dass die Stölting-Gruppe Clemans Kleine übernehmen werde, die bisherigen Gesellschafter aber beteiligt bleiben sollten. Die Übernahme wurde rund ein Jahr später umgesetzt, wobei die gesellschaftsrechtlichen Strukturen von Clemens Kleine teilweise erhalten blieben.

## Kennzahlen und Standorte
Die Clemens Kleine Unternehmensgruppe hatte 2015 durchschnittlich 7041 Mitarbeiter (Vj.: 7510) mit Niederlassungen in Berlin, Chemnitz, Dresden, Düsseldorf, Frankfurt am Main, Hamburg, Hannover, Jena, Leipzig, München und Stuttgart. Der Umsatz betrug im gleichen Jahr rund 85 Mio. Euro (Vj.: 81,7 Mio. Euro). Der Konsolidierungskreis umfasste 2015, wie im Vorjahr, acht hundertprozentige Tochtergesellschaften.